# شیوون فالون هوگان
شیوون فالون هوگان (به انگلیسی: Siobhan Fallon Hogan)، تلفظ: /ʃᵻˈvɔ:n/، (زاده ۱۳ می ۱۹۶۱) بازیگر آمریکایی است.
از فیلم‌های معروف او می‌توان به بازی در فیلم مردان سیاه‌پوش، تازه‌وارد در شهر، فرد: نمایش، فرد: فیلم، فرد ۲: شبی که فرد زنده شد، فرد ۳، مذاکره کننده، تب استقرار، مامان بچه، مکانی خشک و خنک، یک روز شاد دیگر، کلیفورد سگ بزرگ قرمز، وظیفه هیئت منصفه، حریص و ویوارد پینز اشاره کرد.